# Edgard Leblanc Fils
Edgard Leblanc Fils (ur. 1955 w Miragoâne) – polityk haitański.
W latach 1995–2000 przewodniczący Senatu. 30 kwietnia 2024 został przewodniczącym Prezydenckiej Rady Przejściowej – tymczasowego organu mającego przywrócić stabilność polityczną na Haiti i przygotować wybory. 7 października tego samego roku, na stanowisku przewodniczącego zastąpił go Leslie Voltaire. Leblanc Fils pozostał składzie rady.